# Australian Open 1973
Wielkoszlemowy turniej tenisowy Australian Open w 1973 roku rozegrano w Melbourne w dniach 26 grudnia - 1 stycznia.

## Zwycięzcy

### Gra pojedyncza mężczyzn
- John Newcombe (AUS) - Onny Parun (AUS) 6:3, 6:7, 7:5, 6:1

### Gra pojedyncza kobiet
- Margaret Smith Court (AUS) - Evonne Goolagong Cawley (AUS) 6:4, 7:5

### Gra podwójna mężczyzn
- Malcolm Anderson (AUS)/John Newcombe (AUS) - John Alexander (AUS)/Phil Dent (AUS) 6:3, 6:4, 7:6

### Gra podwójna kobiet
- Margaret Smith Court (AUS)/Virginia Wade (GBR) - Kerry Harris (AUS)/Kerry Melville-Reid (AUS) 6:4, 6:4

### Gra mieszana
Nie rozegrano turnieju par mieszanych